# Phymatopteris bellivenosa
Phymatopteris bellivenosa là một loài thực vật có mạch trong họ Polypodiaceae. Loài này được (C. Chr.) Pic. Serm. miêu tả khoa học đầu tiên năm 1977.